# Rhodésie du Nord aux Jeux olympiques d'été de 1964
La Rhodésie du Nord a participé aux Jeux olympiques d'été de 1964 à Tokyo. Il s'agit de la première participation de la colonie britannique à des Jeux olympiques d'été, qui prendra par la suite son indépendance en octobre 1964 avec la dénomination de Zambie.